# Saint-Joachim-de-Shefford
Saint-Joachim-de-Shefford è un comune del Canada, situato nella provincia del Québec, nella regione di Montérégie.